# Holzschutz

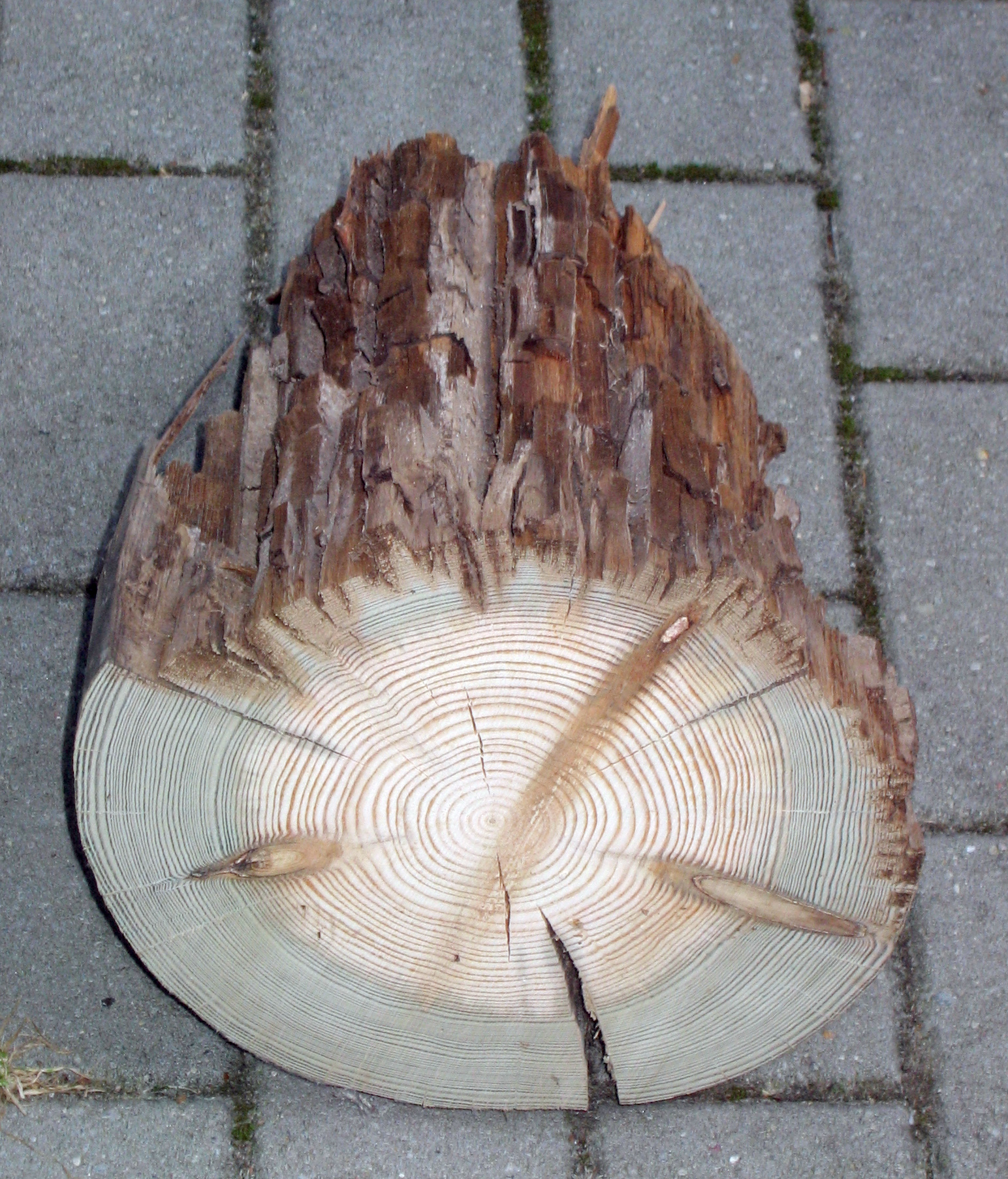
Durch Pilze teilweise zersetzter Telegrafenmast, Querschnitt in Bodennähe

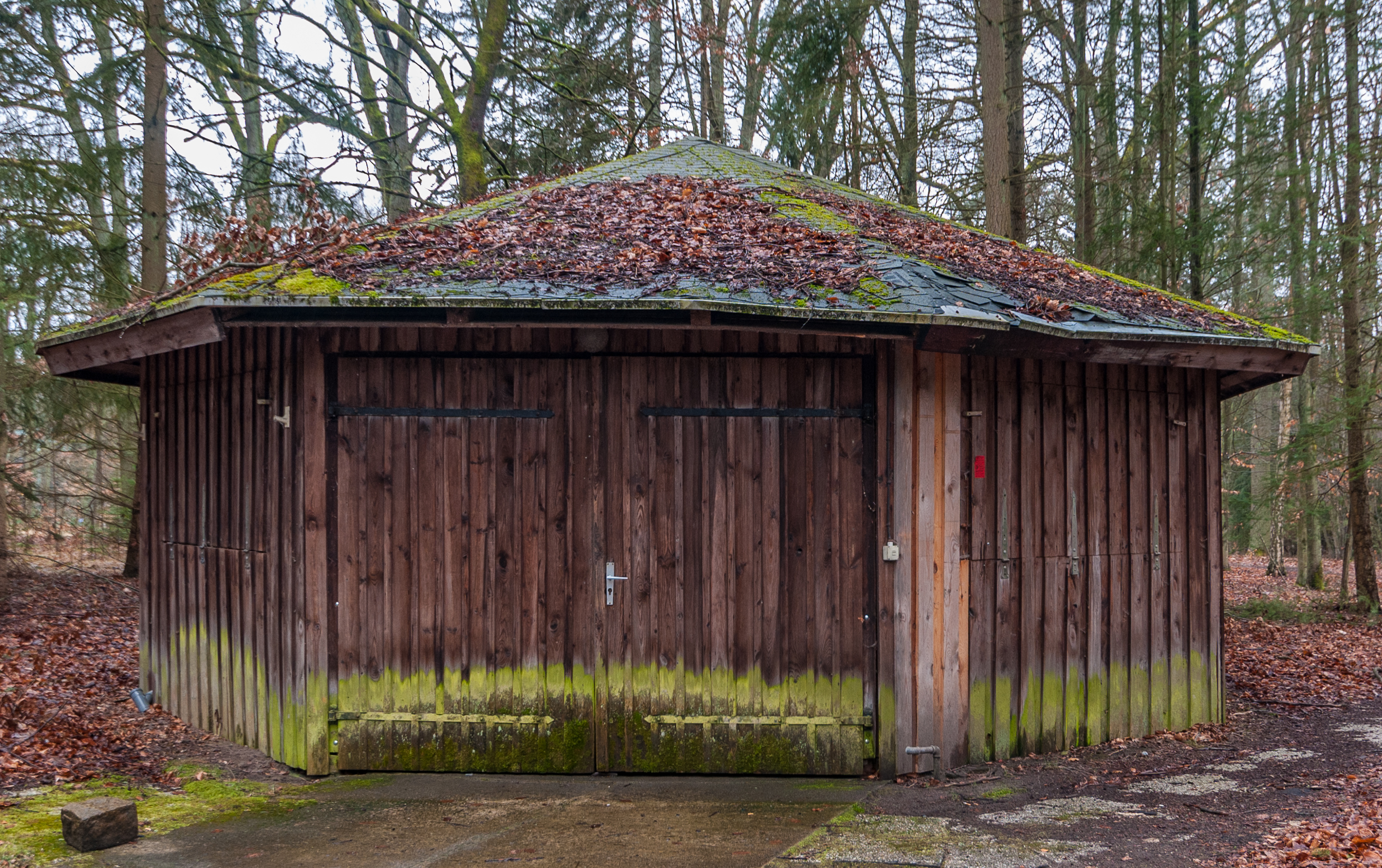
Nach Jahrzehnten ohne Holzschutz im Spritzwasserbereich zerstörtes Holz

Holzschutz, seltener Holzkonservierung, umfasst alle Maßnahmen, die eine Wertminderung oder Zerstörung von Holz, Holzwerkstoffen oder Holzkonstruktionen (etwa Blockhäuser, Dachkonstruktionen, Bauholz, Leitungsmasten, Eisenbahnschwellen) durch Bewitterung und Holzschädlinge verhüten und eine lange Gebrauchsdauer sicherstellen.
Im Gegensatz zum vorbeugenden Holzschutz dient die Holzschädlingsbekämpfung der Bekämpfung von aktivem Befall.
Die Widerstandsfähigkeit von Holzprodukten lässt sich nicht nur durch den Einsatz von Holzschutzmitteln und Holzschutzverfahren erhöhen. Bei richtiger Auswahl der Hölzer und Fällzeiten sowie bei Beachtung der Regeln des konstruktiven Holzschutzes lässt sich in den meisten Fällen auf chemische Mittel vollständig verzichten.

## Traditionelle Holzschutzverfahren
Schon früh wurden verschiedene physikalische Verfahren und Wirkstoffe zur Konservierung von Hölzern eingesetzt:
- Räuchern
- Kälken
- Ankohlung und Verkohlung – erzeugt eine teerartige Substanz im Holz, die vor Pilzbefall schützt, wirksam insbesondere bei Hölzern bis ~15 cm Stärke;[1] ab ca. 5000 v. Chr. durch Funde in der Fayum-Wüste und dem Wadi Qena belegt,[2] in Japan: Yakisugi
- pflanzliche Öle wie Myrrhe, Weihrauch, Ölhefe (Bodensatz aus langkettigen Ölmolekülen in Olivenölgefäßen[3]) usw. (ab ca. 2900 v. Chr. in Ägypten, Scheden 1860, S. 56). So wurde bereits im antiken Griechenland zur Zeit Alexanders des Großen Brückenholz mit Olivenöl getränkt.
- Auslaugen durch Wasser (siehe auch Nasslager oder Flößen), Seife, Soda, Pottasche oder Saftentleerung (Theophrast, 4. Buch, 2. Kap. S. 132 nach Seidensticker 1886, S. 274)
- Holzdestillationsprodukte: Holzteer, Holzessig, Kreosot (ab ca. 1000 v. Chr. z. B. in Griechenland nach Hösli J.P., 1982, S. 29–36). Seit dem 19. Jahrhundert wurde z. B. Carbolineum zum Holzschutz eingesetzt.
- bituminöse Beschichtungen: Teer, Pech (belegt ab ca. 3000 v. Chr. nach Strabon (16p739) zitiert aus Hirt 1821, S. 160). Die Römer haben ihre Schiffe mit Pech bestrichen um sie vor Bohrmuscheln zu schützen.
- Mineralsalze wie Borax und verschiedene Kupfersalze
- Quecksilber und Arsenverbindungen (z. B. ca. 800 v. Chr. in China; Plinius der Ältere, Naturalis historia XXXVI, 3, 19 nach Seidensticker, 1886, S. 1886)
- Verkieselung mit Natrium- oder Kali-Wasserglas, etwa ab Mitte des 19. Jahrhunderts

In der zweiten Hälfte des 20. Jahrhunderts wurden durch die fortschreitende industrielle Entwicklung und Forschung zunehmend Holzschutzmittel auf Basis chlororganischer Verbindungen verwendet.

## Holzbiologie
Einige Holzarten bilden ein Splintholz aus, welches oftmals deutlich weniger beständig ist als das Kernholz. Die Dauerhaftigkeit des Kernholzes hängt vor allem von den Inhaltsstoffen, aber auch von der Porenstruktur ab. So lässt sich Buchenholz aufgrund durchlaufender Poren zwar gut tränken, ist ohne chemischen Holzschutz jedoch sehr anfällig für Durchfeuchtung und Pilzbefall. Witterungsbeständige Holzarten sind meist von Natur aus dicht und porenarm und enthalten Öle und Harze, die Durchfeuchtung und biologischen Befall verhindern. Auch enthaltene Minerale sowie Gerbsäure machen das Holz unattraktiv für Schädlinge und Pilze.
Unabhängig von der Holzsorte kann trocken verbautes und dauerhaft vor Feuchtigkeit geschütztes Holz eine unbeschränkte Lebensdauer erreichen.
Verschiedene Faktoren können zu einer Schädigung des Holzes führen:

### Witterungseinflüsse
1. Feuchtigkeit ist die Voraussetzung für Insektenbefall und Pilzwachstum
2. Temperaturschwankungen können zu Kondensatbildung und Auffeuchtung des Holzes führen
3. Mangelnde Luftbewegung verzögert das Abtrocknen von enthaltener Feuchtigkeit

UV-Strahlung bewirkt photochemische Reaktionen an der Holzoberfläche. Abbauprodukte werden durch Niederschlagswasser ausgespült. Freie Bewitterung allein führt zu einer Abtragung von etwa 0,01 bis 0,1 mm jährlich. Dieser Wert ist so gering, dass Hölzer, die ansonsten allseitig schnell abtrocknen können, ohne weiteres ebenso alt werden können, wie das Gebäude selber.
Wenn durch konstruktive Maßnahmen eine Auffeuchtung des Holzes vermieden werden kann, ist also in der Regel kein weiterer Witterungsschutz erforderlich. Erst ab einer Holzfeuchtigkeit von über 16 % ist Insektenbefall und ab 20 % ist Pilzwachstum möglich.

### Chemische Einflüsse
Im Gegensatz zu Stahl und Beton korrodiert Holz nicht in salzhaltiger Atmosphäre und ist relativ widerstandsfähig gegen verdünnte Säuren und Laugen. Diese können im Gegenteil zum Holzschutz beitragen. Im Allgemeinen ist eine Beständigkeit des Holzes im pH-Bereich von 3–10 anzunehmen. Die Widerstandsfähigkeit ist von der Holzart abhängig.

### Biologische Einflüsse

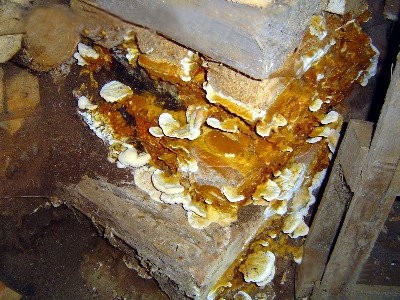
Echter Hausschwamm

Die Veränderung der Holzsubstanz erfolgt in erster Linie durch Organismen wie Pilze, Insekten und Bakterien. Diese haben unterschiedliche Anforderungen an ihren Lebensraum. Eine zentrale Stellung nehmen dabei die Parameter Holzfeuchte und Temperatur ein.

## Ziele des Holzschutzes
- natürlichen Holzabbau verhindern durch Schutz vor Feuchte und Sonnenstrahlen (UV)
- Vorbeugung und Bekämpfung von Insekten- und Pilzbefall
- Veränderung der Absorptionsverhalten (Quellen und Schwinden durch Wasseraufnahme bzw. -abgabe)
- Verbesserung des Brandverhaltens
- Erhöhung des mechanischen Widerstands

## Konstruktiver Holzschutz
Der wichtigste Schutz besteht in der Trockenhaltung des Holzes. Der Schutz des Holzes vor Regenwasser und Staunässe sowie nachrangig vor UV-Strahlung und Betauung wird konstruktiver Holzschutz genannt. Die Norm für konstruktive Holzschutzmaßnahmen im Hochbau (DIN 68 800-2) zeigt beispielhafte Holzkonstruktionen. Nur bei statisch beanspruchten Bauteilen wie Holzmasten, die nicht ausreichend vor Durchfeuchtung geschützt werden können, ist ein chemischer Holzschutz notwendig.
Besonders senkrecht verbaute Hölzer können auch unbehandelt eine sehr hohe Lebensdauer erreichen, wenn beachtet wird, dass
- sie vollständig außerhalb des Sockelbereichs sowie des Spritzbereichs von anderen waagerechten Flächen wie Fensterbrettern, Vordächern oder Balkonen liegen und
- ihre vom Regen betroffenen Flächen nicht durch Bewuchs oder andere Elemente beschattet oder überdeckt werden, so dass sie von Sonne und Wind normalerweise zügig getrocknet werden.

Insbesondere sind Holzverbindungen und andere enge Kontaktstellen zu vermeiden, in die das Regenwasser einläuft und durch Kapillarkräfte zurückgehalten wird.
Folgende Bauteile lassen sich in der Regel so konstruieren, dass Regenwasser schnell abläuft und feuchte Stellen durch Besonnung oder Luftumspülung rasch abgetrocknet werden können:
- Zaunlatten
- Holzfassaden, entweder senkrecht montiert mit geringem Abstand oder mit Deckleisten oder waagerecht montiert mit Tropfkanten
- Dachkästen und Traufbretter
- Verkleidung des Ortgangs
- Geländer und (Balkon-)Umwehrungen
- Gartenmöbel und Spielgeräte, deren Kontaktpunkte zur Vermeidung von kapillarer Wasseransammlung mit Abstandshaltern ausgestattet werden
- sonstige Holzkonstruktionen, die im Sockelbereich durch Pfostenschuhe oder Sockelmauerwerk vor Bodenfeuchtigkeit und Spritzwasser und von oben durch ausreichenden Dachüberstand vor Regenwasser geschützt werden.

Bewitterte waagerecht liegende Holzflächen sind grundsätzlich zu vermeiden. Obere und untere Stirnflächen senkrecht montierter Hölzer sollten angeschrägt werden, um Regenwasser schneller ablaufen zu lassen. Da Hirnholz deutlich stärker saugt, als parallel zum Faserverlauf liegende Flächen, kann es sinnvoll sein, besonders die oberen Enden zusätzlich durch eine Blechabdeckung, durch geneigt montierte Deckhölzer oder durch eine Imprägnierung zu schützen.
An wetterabgewandten Ost- sowie an Süd-Seiten kann in der Regel davon ausgegangen werden, dass eine Holzverkleidung selten durchfeuchtet bzw. ausreichend schnell abtrocknet. Die Beanspruchung von West- und Nordseiten durch Schlagregen und der Verlauf der Abtrocknung hängt von den örtlichen Verhältnissen wie der Dichte der Bebauung ab.
Ein dichter Fassadenbewuchs durch Kletterpflanzen schützt zuverlässig vor Schlagregen. Selbstklimmer wie die Selbstkletternde Jungfernrebe bilden mit der Zeit einen gleichmäßig dichten Blätterschirm aus. Es sollte aber an der Wetterseite geprüft werden, ob an den Hauptsträngen herablaufendes Regenwasser unter Umständen zu punktueller Durchfeuchtung der Holzfassade führt. Bei einer lockeren Bepflanzung wie durch Spalierobst kann vermutet werden, dass der Schutz vor Schlagregen und die verzögerte Abtrocknung durch die geringere Luftbewegung hinter dem Bewuchs sich in etwa ausgleichen.
In Gebieten mit hoher Luftfeuchtigkeit bildet sich infolge nächtlicher Abkühlung der Bauteiloberflächen oft Tauwasser unterhalb von Dachkästen oder an der Holzverkleidung von gut gedämmten Fassaden. Dies kann zu oberflächlichem Schimmelwachstum oder Moosbewuchs und in der Folge auch zur Erhöhung der Holzfeuchte führen.
Sogenannte maßhaltige Holzbauteile wie Türen oder Fenster müssen durch (austauschbare) Wetterschenkel, durch Blechverkleidung oder eine Imprägnierung vor Regenwasser geschützt werden. Die Befeuchtung unbehandelter Holzelemente führt zum Quellen und Schwinden. Hierdurch öffnen sich die Eckverbindungen und das Wasser kann in die Konstruktion laufen. Die DIN fordert eine Beschichtung von maßhaltigen Holzbauteilen durch Fensterlacke oder Dickschichtlasuren. Wird die Behandlung alle paar Jahre aufgefrischt, so können jedoch Fenster, die mit Leinöl imprägniert werden, Jahrhunderte überdauern.
Wenn nicht sichergestellt werden kann, dass jeder Teil des verbauten Holzes dauerhaft vor Durchfeuchtung geschützt werden kann, so sollten kritische Bereiche durch eine Imprägnierung geschützt werden. Hierfür wird heute oft ein sogenannter Bläueschutz verwendet. Bewährt hat sich seit Jahrhunderten die Behandlung des Holzes mit Pflanzenölen, die in der Regel tiefer ins Holz einziehen als chemische Holzschutzmittel.

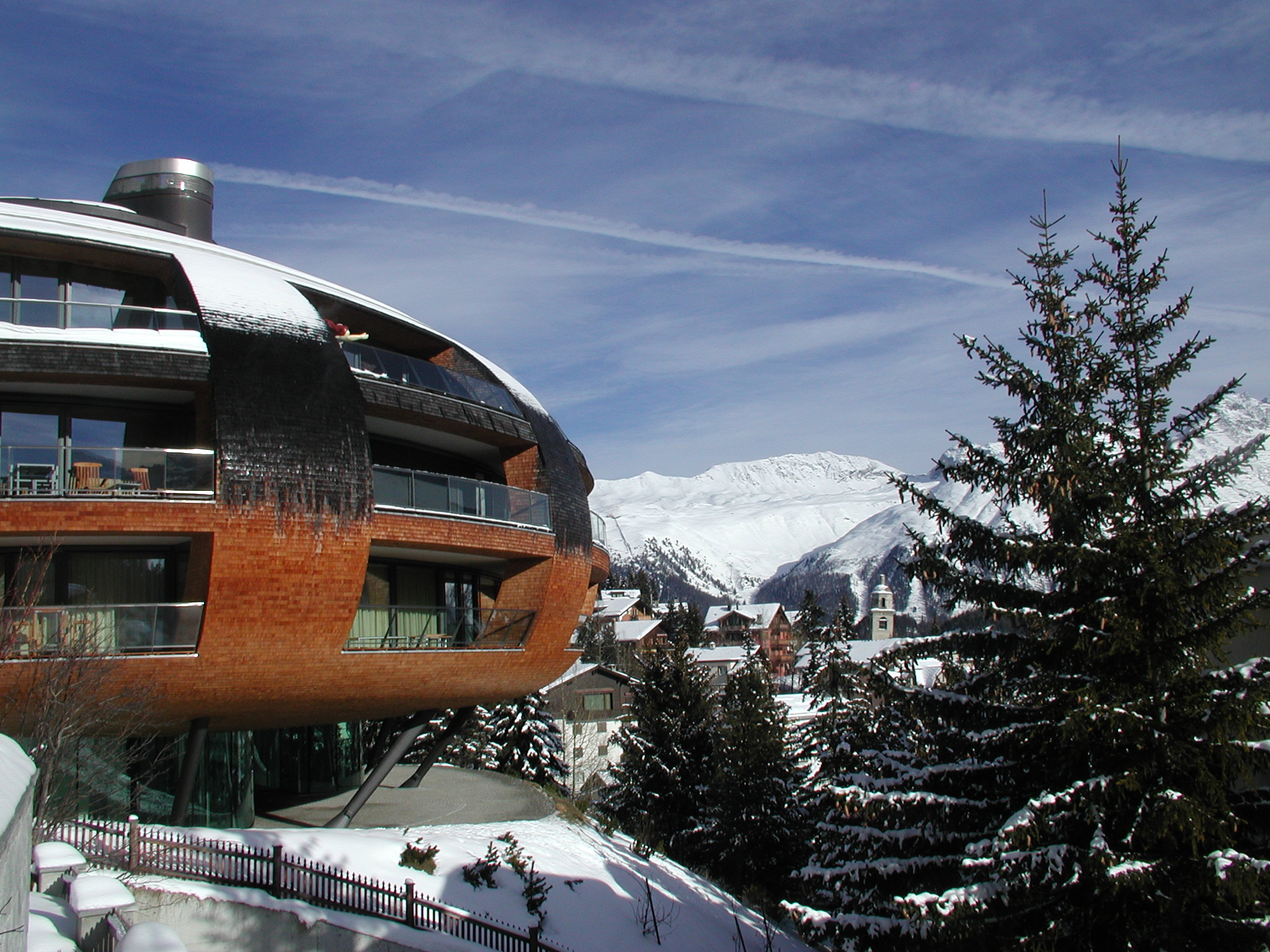
Die Schindelfassade des Chesa Futura von Norman Foster in St. Moritz verfärbt sich stark an den Flächen, die von der Witterung befeuchtet werden. In Gebieten mit höherem Niederschlag und weniger intensiver Sonneneinstrahlung würde sich eine eher gräuliche Färbung einstellen. Solange das Holz ausreichend schnell wieder abtrocknet, können unbehandelte Oberflächen der Bewitterung über viele Jahre standhalten. Das Imprägnieren des Holzes mit einem härtenden Öl kann die Lebensdauer der Schindeln erhöhen, würde jedoch auch die Ausbildung der Patina verzögern.

## Natürlicher Holzschutz
Zum natürlichen Holzschutz zählt die natürliche Holzstruktur sowie Holzinhaltsstoffe, welche bestimmte Holzarten mehr als andere direkt oder indirekt vor Pilz- und Insektenbefall schützen. Zusätzlich lässt sich auch die Imprägnierung des Holzes mit Pflanzenölen und die Behandlung mit Ölen und Naturharzen zum natürlichen Holzschutz rechnen, zumal diese oft ähnliche Eigenschaften aufweisen, wie holzeigene Inhaltsstoffe.
Da die Behandlung des Holzes mit Öl in erster Linie zum Ziel hat, das Eindringen von Feuchtigkeit zu behindern, handelt es sich hierbei um einen physikalischen Holzschutz, der weiter unten behandelt wird.
Das Ankohlen der Holzoberfläche zur Konservierung wird in Japan als Yakisugi bezeichnet.

## Dauerhaftigkeit
Unter natürlicher Dauerhaftigkeit (in älteren Regelwerken auch als Resistenz bezeichnet) versteht man die Widerstandsfähigkeit einer Holzart gegenüber holzzerstörenden Pilzen, Insekten und Meerestieren. Die Verwendung resistenter Holzarten entsprechend der jeweiligen Gebrauchsklasse (GK) verhindert Bauschäden. Zum Beispiel enthält Teakholz giftige Stoffe, die dem Zersetzen durch Fressfeinde entgegenwirken. Auch das Holz einiger Nadelholzgewächse (z. B. Lärche, Western Red Cedar) schützt sich selbst.

### Dauerhaftigkeit gegen Pilze
Die natürliche Dauerhaftigkeit ausgewählter Holzarten wird in der Norm DIN EN 350-2 klassifiziert. Einige, dort nicht erfasste Holzarten sind ergänzend in DIN 68800-1 aufgeführt. Für die verschiedenen Gruppen von Holzschädlingen (Insekten, Pilze, marine Holzschädlinge) gelten jeweils unterschiedliche Einstufungen.
Die EN 350 gibt kein verbindliches Prüfungsverfahren zur Ermittlung der Dauerhaftigkeit einer Holzart vor. Die Ermittlung der Dauerhaftigkeit von behandeltem und modifiziertem Holz orientiert sich teilweise an den Ergebnissen und Methoden der Prüfungen von Holz mit Kontakt zum Erdboden nach EN 252.
Die Einstufung in Dauerhaftigkeitsklassen variiert je nach Prüfungsmethoden, Rahmenbedingungen (lokales Klima bei Freilandprüfungen) und Bewertungsmaßstäben. Die Ergebnisse sind darum nur teilweise vergleichbar. Auch ist zu erwarten, dass sich die Einstufungen im Zuge von zunehmend standardisierten Prüfmethoden in Zukunft noch ändern.
Nach einer Druckimprägnierung mit kupferhaltigen Holzschutzmitteln oder DMDHEU erreichen viele Holzarten die Dauerhaftigkeitklasse 1.
| Dauerhaftigkeitsklassen nach DIN EN 350-2 | Dauerhaftigkeitsklassen nach DIN EN 350-2 | Dauerhaftigkeitsklassen nach DIN EN 350-2 | Dauerhaftigkeitsklassen nach DIN EN 350-2       | Dauerhaftigkeitsklassen nach DIN EN 350-2                     |
| Dauerhaftigkeitsklasse 1 | Dauerhaftigkeitsklasse 2 | Dauerhaftigkeitsklasse 3 | Dauerhaftigkeitsklasse 4                        | Dauerhaftigkeitsklasse 5                                      |
| --- | --- | --- | ----------------------------------------------- | ------------------------------------------------------------- |
| sehr dauerhaft | dauerhaft | mäßig dauerhaft | wenig dauerhaft                                 | nicht dauerhaft                                               |
| Afzelia Bilinga Brillantnuss (Sucupira, Cutiuba) Cumarú (Dipteryx spp.) Greenheart Makoré Moabi Padouk asiat. Teak                                                            | Edelkastanie Western Red Cedar Bubinga Bongossi Mahagoni | Pech-Kiefer Niangon | Tanne Fichte Okumé Ulme Roteiche Yellow Meranti | Ahorn Birke Buche Erle Esche Linde White Meranti Rosskastanie |
| Robinie (Falsche Akazie) *) Lapacho (Ipé, Tabebuia spp.) Massaranduba (Manilkara spp.) Merbau (Intsia spp.) Kapur (Dryobalanops spp.) Thermoholz (z. B. Esche, Buche, Kiefer) | Robinie (Falsche Akazie) *) Lapacho (Ipé, Tabebuia spp.) Massaranduba (Manilkara spp.) Merbau (Intsia spp.) Kapur (Dryobalanops spp.) Thermoholz (z. B. Esche, Buche, Kiefer) | Kiefer Lärche Douglasie | Kiefer Lärche Douglasie                         |                                                               |
| Acetyliertes Holz Furfuryliertes Holz | Bangkirai (Yellow Balau, Shorea) Stiel- oder Traubeneiche Amerikanische Weiß-Eiche Garapa (Molaris, Apuleia spp.) [Sibirische Lärche] Nootka-Scheinzypresse (Yellow Cedar)    | Bangkirai (Yellow Balau, Shorea) Stiel- oder Traubeneiche Amerikanische Weiß-Eiche Garapa (Molaris, Apuleia spp.) [Sibirische Lärche] Nootka-Scheinzypresse (Yellow Cedar) |                                                 |                                                               |

*) Bei Robinie ist das adulte Kernholz als dauerhaft nach 1–2, ihr juveniles Kernholz (die ersten 7 bis 15 Jahrringe) jedoch als wenig dauerhaft nach 3–4 einzustufen (Dünisch, Koch und Dreiner 2007)

Die Zuordnung zu den Dauerhaftigkeitsklassen erfolgt getrennt nach Splint und Kern, wobei Splintholz generell als nicht dauerhaft einzustufen ist (überwiegend Resistenzklasse 5). In den meisten Fällen kann der Splint jedoch gut imprägniert werden. Durch eine sachgemäße Kesseldruckimprägnierung kann die Dauerhaftigkeit des Splintholzes im Allgemeinen bis zur Resistenzklasse 1 gesteigert werden. Eine Imprägnierung des Kernes ist aufgrund der erfolgten Verthyllung bzw. des Tüpfelverschlusses je nach Holzart technisch schwierig bzw. nicht möglich.
Die Ermittlung der Dauerhaftigkeit von Holzarten erfolgt nach DIN EN 350-1 bisher durch Freilandversuche mit Hölzern im Erdkontakt (Gebrauchsklasse 4) sowie durch Laborprüfungen. In jüngerer Zeit wurden differenziertere Untersuchungen durchgeführt, bei denen die Hölzer in stärkerem Maße unter realistischen, an Bauwerken häufiger vorkommenden Einbausituationen (in den Gebrauchsklassen 3 und 4) geprüft wurden. Die so ermittelten Dauerhaftigkeiten ergaben hinsichtlich der geprüften Nadelhölzer eine weitgehende Übereinstimmung mit der DIN EN 350-2. Nach den bisherigen, vorläufigen Versuchsergebnissen ist die Dauerhaftigkeit der Laubhölzer Eiche und Robinie jedoch geringer als in der Norm angegeben. Es deutet sich an, dass z. B. Eichenkernholz unter realitätsnahen Einbaubedingungen als lediglich „wenig dauerhaft“ einzuschätzen ist.

### Dauerhaftigkeit gegen Insekten
Die DIN EN 350-2 sieht drei Klassen vor:
D – dauerhaft
Sicheltanne und Brasilkiefer etwa sind resistent gegenüber dem Hausbock
S – anfällig
Anobium punctatum befällt beispielsweise Buche, Eiche, Esche, Erle, Douglasie, Eibe, Kiefer, Lärche, Ulme, Robinie
SH – auch das Kernholz ist anfällig
Fichten- und Tannenholz wird beispielsweise im gesamten Holzquerschnitt vom Hausbock befallen

### Dauerhaftigkeit bei Erdkontakt
Die EN 252 beschreibt Verfahren zur Ermittlung der Dauerhaftigkeit von beispielsweise im Erdboden eingelassenen Holzmasten.
Nach der EN 252 kann die Dauerhaftigkeit eines halb im Boden eingegrabenen Holzes mithilfe von Verfahren zur Beurteilung der Wirksamkeit von Holzschutzmitteln (EN/TS 12037, EN 330) beurteilt werden.

## Physikalischer Holzschutz
Zum physikalischen Holzschutz werden in der Regel alle Verfahren gezählt, in denen keine biozid wirkenden Mittel verwendet werden.
Methoden und Mittel des physikalischen Holzschutzes sollen das Holzbauteil in erster Linie vor witterungsbedingter Schädigung schützen, der durch biologischen Befall (meist als Folge von Feuchteaufnahme) oder Sonneneinstrahlung entsteht. Manche Verfahren haben auch Einfluss auf die Dimensionsstabilität, die Biegefestigkeit sowie Aussehen und Eigenschaften der Holzoberfläche.

### Holzschutzmittel ohne chemische Wirkung
Physikalische Holzschutzmittel sollen in erster Linie den Feuchteeintrag ins Holz reduzieren, um einen Insekten- oder Pilzbefall auszuschließen. Sie sind auch als Wetterschutzmittel bekannt. Rein physikalisch wirkende Mittel bedürfen in Deutschland keiner Bewertung durch das Umweltbundesamt.
Falls sie Pigmente oder andere Mittel zum Schutz vor UV-Strahlung enthalten, verzögern sie auch die Zersetzung bestimmter Inhaltsstoffe durch die Sonneneinstrahlung und damit die Vergrauung des Holzes.
Je nach verwendetem Bindemittel können sie auch die mechanische Beanspruchbarkeit der Holzoberfläche verbessern.

#### Imprägnierungen
Imprägnierungen ziehen in das Holz ein und schützen es vor Durchfeuchtung, indem die Poren entweder verschlossen oder hydrophobiert werden.
Traditionell werden insbesondere Öle zur Imprägnierung von Holz verwendet. Diese reduzieren und hydrophobieren den zur Wasseraufnahme zur Verfügung stehenden Porenraum des Holzes, ohne die Verdunstung und Diffusion der bereits im Holz enthaltenen Feuchtigkeit vollständig zu unterbinden.
Nicht trocknende Pflanzenöle und Paraffinöl (Weißöl) ziehen tief ins Holz ein und können jederzeit nachgestrichen werden, ohne dass ein klebriger oder glänzender Oberflächenfilm entsteht. Bei häufiger Beanspruchung durch Schlagregen waschen sie oberflächlich aus und das Holz nimmt wieder seine natürliche Erscheinung an.
Die Moleküle trocknender Öle vernetzen sich durch Polymerisation zu längeren Ketten, so dass das Öl immobil und bei Kontakt mit Wasser weniger leicht ausgewaschen wird. Trocknende Öle können Pigmente an der Holzoberfläche fixieren, die als Lasur oder deckender Anstrich das Holz vor UV-Strahlung schützen und den Abtrag des Bindemittels verlangsamen. Je nach Art und Verarbeitung des Öls kann sich die natürliche Vernetzung über Jahre hinziehen und wird daher häufig durch Kochen des Öls oder Zusatz von Trocknungsmitteln beschleunigt. Siehe Leinöl
Nachteile der Behandlung mit Pflanzenölen
- Die mit Öl imprägnierte Holzoberfläche dunkelt etwas ab. Leinöl kann zur Vergilbung führen. Bestimmte Öle wie beispielsweise Walnuss-, Oliven- und Paraffinöl ergeben weniger dunkle Oberflächen. Die Veränderungen des Erscheinungsbilds wirkt sich überwiegend im Innenbereich aus, da unbehandeltes Holz im Außenbereich durch Sonneneinstrahlung und Kontakt mit Feuchtigkeit ohnehin seine Farbe verändert.
- Öle haben in der Regel nur eine schwache oder keine fungizide Wirkung. Satt mit nicht trocknendem Öl behandelte Oberflächen können sich im Außenbereich durch Mikroorganismen schwarz färben. Im Innenbereich kann durch Staubablagerung bei dauerhaft erhöhter Luftfeuchte oder häufiger Tauwasserbildung oberflächliche Schimmelbildung auftreten. Zur Vorbeugung sollten Ölüberstände abgenommen und die Oberfläche nach der Imprägnierung gegebenenfalls mit Seife abgewaschen werden.

#### Filmbildende Holzschutzmittel
Die meisten gewerblich vertriebenen Beschichtungen für Holz wie Dünn- oder Dickschicht-Lasuren und Lacke behindern das Eindringen von Feuchtigkeit, indem sie die Oberfläche des Holzes versiegeln.
Da die Diffusion von Wassermolekülen ins Holz von der Innen- oder der Außenseite aus in der Regel nicht vollständig ausgeschlossen werden kann, sollten Beschichtungen im Außenbereich nur nach einer vorherigen Imprägnierung in Form eines Bläueschutzes aufgebracht werden.

### Thermobehandlung
Durch die Erhitzung des Holzes wird die chemische Umwandlung einiger Holzinhaltsstoffe erreicht, um das Holz unattraktiv für Pilze und Insekten zu machen, sowie gegebenenfalls die Dimensionsstabilität des Holzes zu verbessern und die optische Erscheinung der Holz-Oberfläche zu beeinflussen. Die Erhöhung der Dauerhaftigkeit geht in der Regel mit einer gewissen Minderung der Festigkeit einher.
Teilweise wird das Holz vor der thermischen Behandlung mit Wasserglas getränkt.

### Chemisch modifiziertes Holz
Ebenso wie bei der thermischen Behandlung werden die Inhaltsstoffe des Holzes bei der Acetylierung und Furfurylierung so verändert, dass ein Befall durch holzschädigende Organismen deutlich hinausgezögert wird.
Durch eine Kesseldruckimprägnierung wird das Holz mit Essigsäure bzw. Furfurylalkohol getränkt, wodurch es bei Änderung der Umgebungsfeuchte ebenfalls deutlich weniger schwindet und quillt (verbesserte Dimensionsstabilität).

## Chemischer Holzschutzmittel
Auch beim physikalischen Holzschutz werden Chemikalien zur Imprägnierung oder Modifikation des Holzes eingesetzt. Als chemischen Holzschutz bezeichnet man in der Regel hingegen die Verwendung von Bioziden, insbesondere Fungiziden, die holzzerstörende oder holzverfärbende (Bläuepilz) Schadorganismen auf biologischem oder chemischem Wege bekämpfen.
Zum gewerblichen Einsatz chemischer Bekämpfungsmittel ist eine Sachkundeprüfung notwendig, die durch den „Sachkundenachweis Holzschutz am Bau“ beurkundet wird. Dieser Sachkundenachweis bestätigt die in DIN 68 800, Teil 4 geforderte Qualifikation und besagt, dass der Inhaber über die Kenntnisse und Fertigkeiten entsprechend dem Stand von Wissenschaft und Technik für die Vorbereitung, Anleitung, Durchführung und Prüfung von gesundheitlich unbedenklichen und umweltverträglichen Holzschutzmaßnahmen zur Bekämpfung holzzerstörender Pilze und Insekten sowie sonstiger Einflüsse verfügt.
Entweder wird das Holz an der Oberfläche behandelt oder mit dem Holzschutzmittel durchtränkt. Dies kann handwerklich, z. B. mit Pinsel oder Sprühpistole, oder industriell, z. B. in Druckimprägnieranlagen, geschehen. Siehe Holzschutzverfahren.
Neue Holzschutzmittel enthalten zunehmend Wasser als Lösungs- bzw. Transportmittel, um problematische organische Lösungsmittel zu reduzieren. Das Ziel ist, dass behandelte Hölzer weniger Schadstoffe durch Austrag, Auswaschung oder Ausgasung abgeben. Die Schutzwirkung ist jedoch gegebenenfalls geringer als bei herkömmlichen Mitteln, besonders im bekämpfenden Holzschutz.
Die Verbrennung von mit schädlichen Holzschutzmitteln imprägnierten Hölzern erfolgt in speziellen Anlagen, die nach der Verordnung über die Verbrennung und die Mitverbrennung von Abfällen zugelassen werden.

## Ausbildung
In Deutschland gibt es seit 2007 zwei Ausbildungsberufe im dualen System, die mit der Gesellenprüfung abschließen: die zweijährige Ausbildung zur Fachkraft für Holz- und Bautenschutzarbeiten und den dreijährigen Ausbildungsberuf Holz- und Bautenschützer. Erfahrene Fachkräfte haben seit 2012 die Möglichkeit, eine Meisterprüfung im Holz- und Bautenschutz abzulegen. Berufsbegleitend gibt es seit 1992 die Möglichkeit am Europäischen Institut für postgraduale Bildung (EIPOS), einem An-Institut der TU Dresden, eine einjährige Ausbildung zum Sachverständigen im Holzschutz zu absolvieren.